# Старотитаровская
Старотитаровская — станица в Темрюкском районе Краснодарского края. Административный центр и единственный населённый пункт Старотитаровского сельского поселения.

## География
Расположена на востоке Таманского полуострова, на берегу пресного Старотитаровского лимана.
Железнодорожная станция Старотитаровка на ветке Крымск — порт Кавказ.

## История
В 1794 году основано куренное селение Титаровское — в числе 40 первых селений черноморских казаков на Кубани. Название перенесено с куреня Запорожской Сечи.
С 1810 года — Старотитаровское, после основания Новотитаровского селения.
С 1848 года — станица Старотитаровская.
Станица входила в Темрюкский отдел Кубанской области.

## Население
| 1939    | 1959    | 1979    | 2002    | 2010    | 2012    | 2013    |
| ------- | ------- | ------- | ------- | ------- | ------- | ------- |
| 10 527  | ↘9776   | ↗11 424 | ↗12 193 | ↘12 164 | ↗12 331 | ↗12 506 |
| 2014    | 2015    | 2016    | 2017    | 2018    | 2019    | 2020    |
| ↗12 565 | ↗12 650 | ↗12 726 | ↗12 892 | ↗12 968 | ↗13 111 | ↗13 289 |
| 2021    | 2023    |         |         |         |         |         |
| ↘13 223 | ↗13 310 |         |         |         |         |         |

## Достопримечательности
- Музей истории казачества.
- Винзавод.
- Памятник казакам «Преемственность поколений»[19].

## Известные уроженцы
- Бугай, Николай Фёдорович (род. 1941) — российский историк. Автор книги: «Старотитаровская: курень, куренное поселение, станица. (1792-начало XX века)», М., 2009. с. 1024.
- Головченко, Василий Иванович (1920—2014) — Герой Советского Союза, Герой Социалистического Труда.
- Калганов, Иван Прокофьевич (1915—1980) — Герой Советского Союза.
- Алексеева, Нина Моисеевна (род. 1943) — Герой Социалистического труда, заслуженный учитель России[20].
- Ченчик, Наталья Петровна (1950—2000) — советская и российская актриса театра и кино.
- Зайцев, Алексей Николаевич (1993-н.в.) — заслуженный мастер спорта России по бобслею.

## Топографические карты
- Лист карты L-37-99 Темрюк. Масштаб: 1 : 100 000. Состояние местности на 1988 год. Издание 1989 г.